# Космешть (комуна, Галац)
Космешть, Космешті (рум. Cosmești) — комуна у повіті Галац в Румунії. До складу комуни входять такі села (дані про населення за 2002 рік):
- Белтерець (912 осіб)
- Космешть (1384 особи)
- Космештій-Вале (1238 осіб)
- Сату-Ноу (229 осіб)
- Фурченій-Векі (1349 осіб)
- Фурченій-Ной (1538 осіб)

Комуна розташована на відстані 185 км на північний схід від Бухареста, 74 км на північний захід від Галаца, 144 км на південь від Ясс, 133 км на схід від Брашова.

## Населення
За даними перепису населення 2002 року у комуні проживали 6650 осіб.
Національний склад населення комуни:
| Національність | Кількість осіб | Відсоток |
| -------------- | -------------- | -------- |
| румуни         | 6631           | 99,7%    |
| цигани         | 17             | 0,3%     |
| угорці         | 2              | < 0,1%   |

Рідною мовою назвали:
| Мова      | Кількість осіб | Відсоток |
| --------- | -------------- | -------- |
| румунська | 6641           | 99,9%    |
| циганська | 7              | 0,1%     |
| угорська  | 2              | < 0,1%   |

Склад населення комуни за віросповіданням:
| Релігія      | Кількість осіб | Відсоток |
| ------------ | -------------- | -------- |
| православні  | 6537           | 98,3%    |
| старообрядці | 84             | 1,3%     |
| адвентисти   | 22             | 0,3%     |
| лютерани     | 2              | < 0,1%   |
| реформати    | 1              | < 0,1%   |
| бретрени     | 1              | < 0,1%   |

## Зовнішні посилання
- Дані про комуну Космешть на сайті Ghidul Primăriilor [Архівовано 8 жовтня 2012 у Wayback Machine.]